# ピエール・ユベール・ラルシュヴェック
ピエール・ユベール・ラルシュヴェック（Pierre Hubert L'Archevêque、1721年5月1日 - 1778年9月25日
）は、フランス生まれの彫刻家である。1755年からスウェーデンの宮廷彫刻家として働き、スウェーデン王立美術院の会長も務めた。

## 略歴
フランス南部のニームに生まれた。彫刻家、エドメ・ブーシャルドン（Edmé Bouchardon: 1698–1762）のもとで学んだ後、1744年からローマに留学し、5年間そこに滞在した。1750年ころパリに戻り、パリで作品を制作していたが、1853年にエドメ・ブーシャルドンの弟で、ストックホルムでスウェーデンの宮廷彫刻家として働いていたジャック＝フィリップ・ブーシャルドン（Jacques-Philippe Bouchardon: 1711-1753）が亡くなったため、その後任として、エドメ・ブーシャルドンによってラルシュヴェックが推薦された。
条件の交渉や準備が行われた後、1755年にストックホルムに渡った 。スウェーデンではストックホルムのグスタフ2世アドルフの騎馬像やストックホルムの「貴族の家（Riddarhuspalatset）」前のグスタフ1世のモニュメントなどを制作し、1768年から1777年の間はスウェーデン王立美術院の会長も務めた。
1777年にフランスに帰国し、翌年、故郷に近いモンペリエで亡くなった。スウェーデンでの弟子にはユーハン・トービアス・セルゲル（1740-1814）がいて、グスタフ2世アドルフの騎馬像の付帯彫刻を完成させ、ラルシュヴェックの後任としてスウェーデン王立美術院の彫刻の教授になった。

## 作品

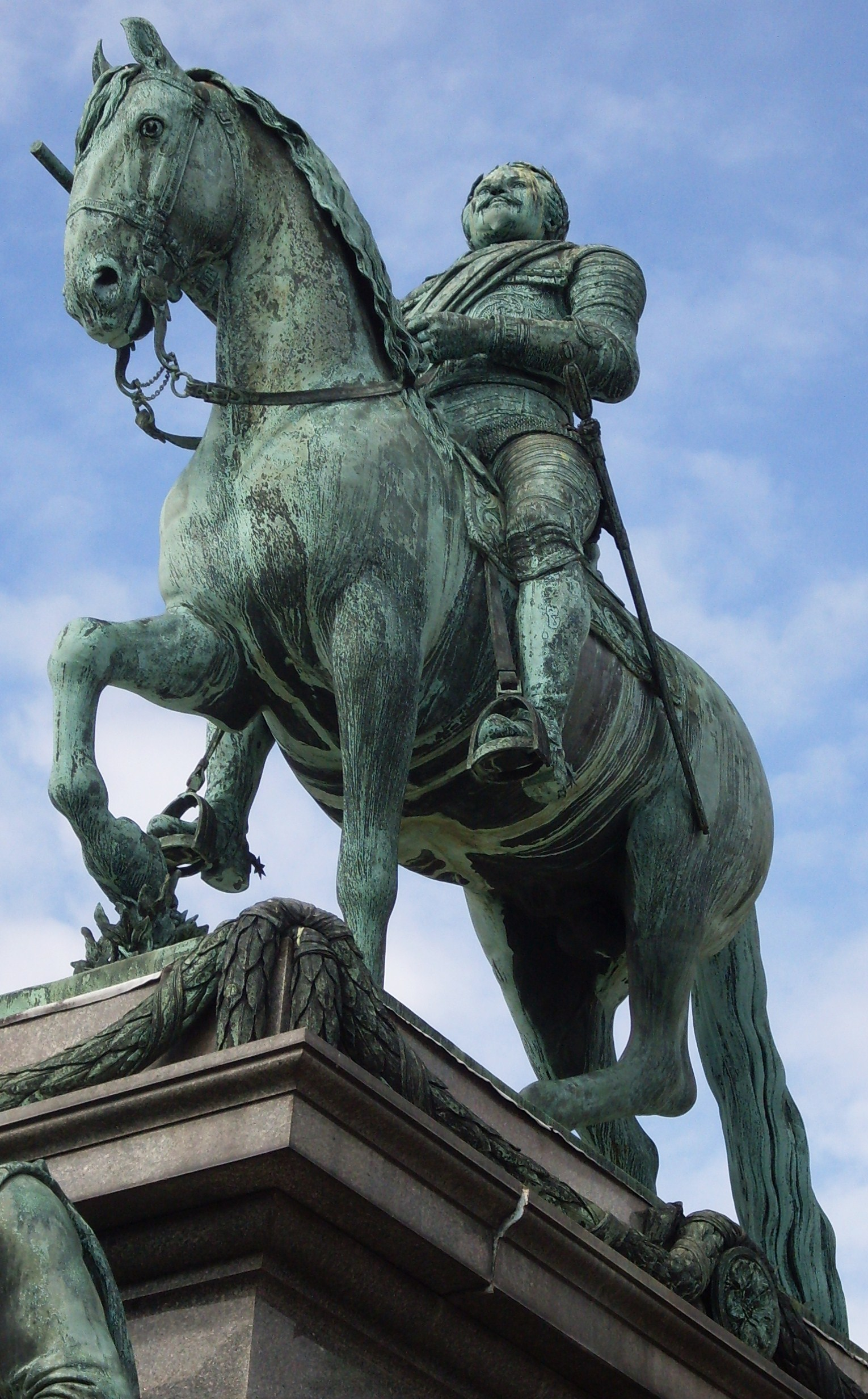
グスタフ2世アドルフの騎馬像
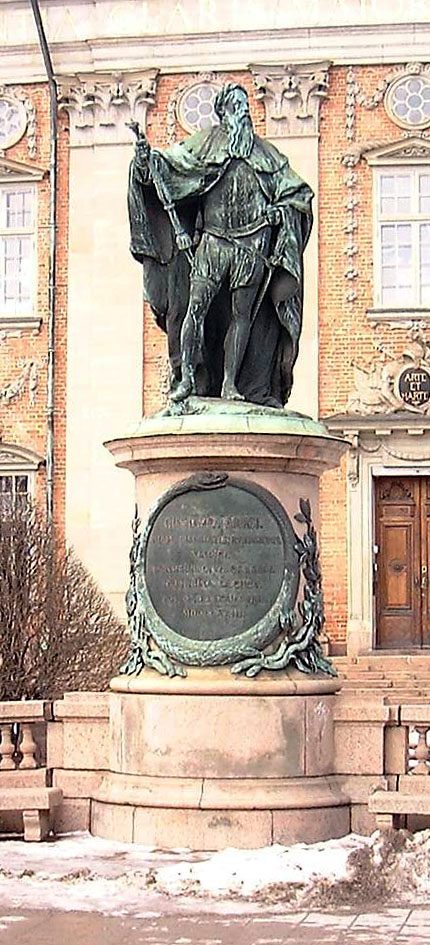
グスタフ1世像
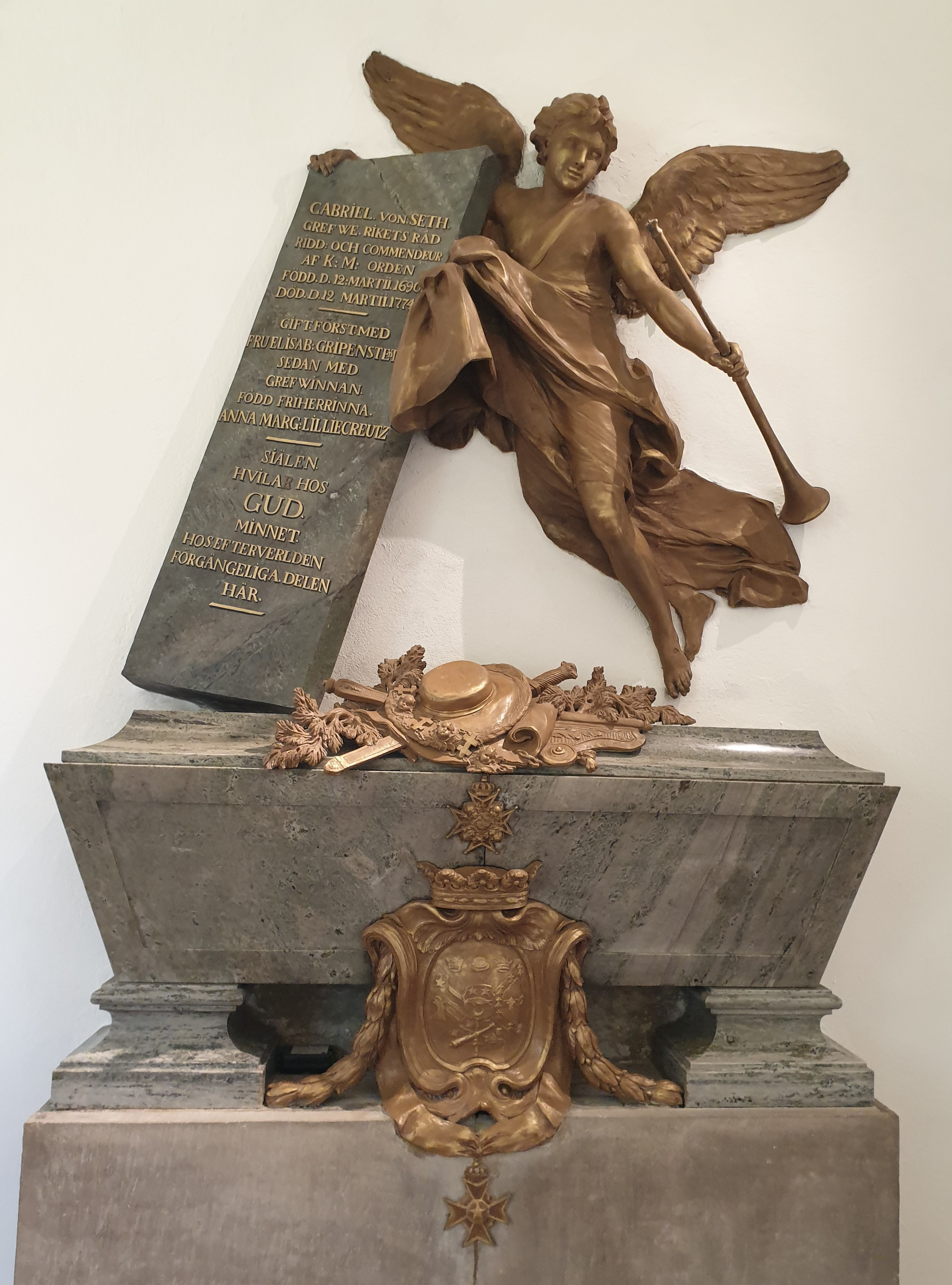
伯爵Gabriel von Sethの墓標
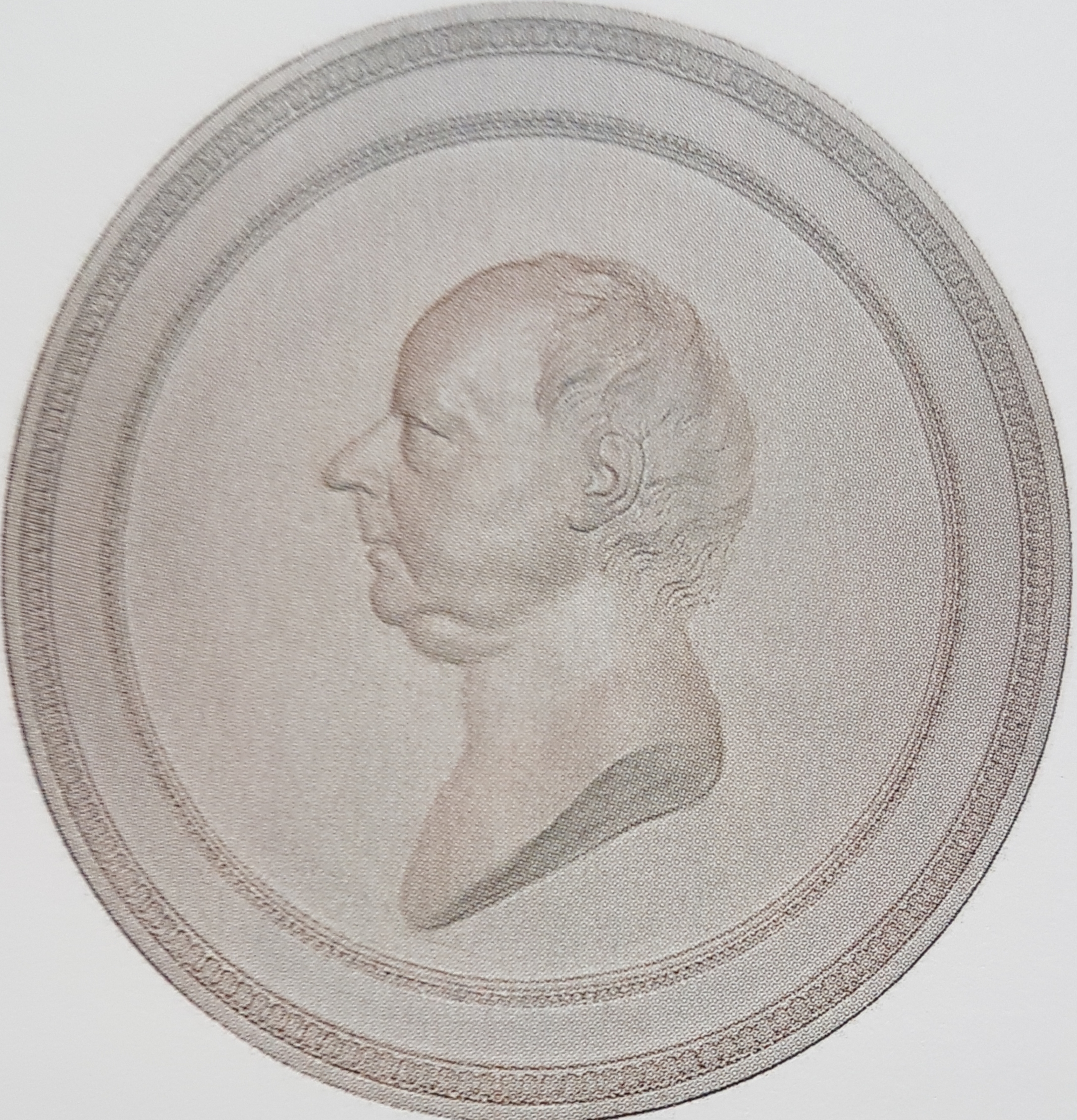
科学者 Johan Gottschalk Walleriusのレリーフ